# Anastatischer Druck
Anastatischer Druck (von altgriechisch ἀνάστασις anástasis „Wiedererweckung, Wiederauferstehung“) ist ein frühes Verfahren, alle Arten älterer Drucksachen und Kupferstiche durch einen einfachen chemischen Prozess zu vervielfältigen und so Faksimile herzustellen. Über den Erfinder besteht in den Quellen Uneinigkeit; es werden genannt Carl Friedrich Baldamus (1840), Rudolf Appel, der auch mal als Mitarbeiter von Baldamus benannt wird, Michael Faraday oder Hoffmann (1786).
Zudem gibt es Beschreibungen von ähnlichen Verfahren unter anderen Bezeichnungen genutzt, beispielsweise Palingraphie von Ludolph Camphausen und d'Este, (anastatische) Lithographie von Alons und Schilling, Homöographie von Helffmann (1863).

## Beschreibung
Das Verfahren war folgendes: Das Original wurde in ein Gefäß mit stark verdünnter Salpetersäure eingetaucht, wobei nur die druckfreien Stellen Säure aufnahmen, wurde dann zwischen Löschpapierbogen gelegt, um die überflüssige Säure zu entfernen, und nun auf eine hochpolierte Zinkplatte gepresst. An denjenigen Stellen nun, an welchen das Papier Säure aufgenommen hatte, wurde die Zinkplatte angegriffen; die Schriftzüge blieben dagegen erhaben stehen, so dass sie eingeschwärzt und durch Druck vervielfältigt werden konnten.
Seit Vervollkommnung der photomechanischen Druckverfahren und besonders dem Trend zur Photozinkographie kam der anastatische Druck bereits ab 1870 nur noch selten zur Anwendung. Wie das verwandte Verfahren der Isographie wurde der anastatische Druck lange Zeit für die Herstellung von Faksimile-Ausgaben benutzt. Diese meist dem 19. Jahrhundert entstammenden Ausgaben tauchen im Antiquariat mit den entsprechenden Vermerken auf.
Im Zeitalter des Digitaldrucks hat das Verfahren seine Bedeutung endgültig verloren, zumal die zur Herstellung der Druckplatten mit Säure behandelten Originale leicht beschädigt oder gar zerstört werden.